# Foire du temple

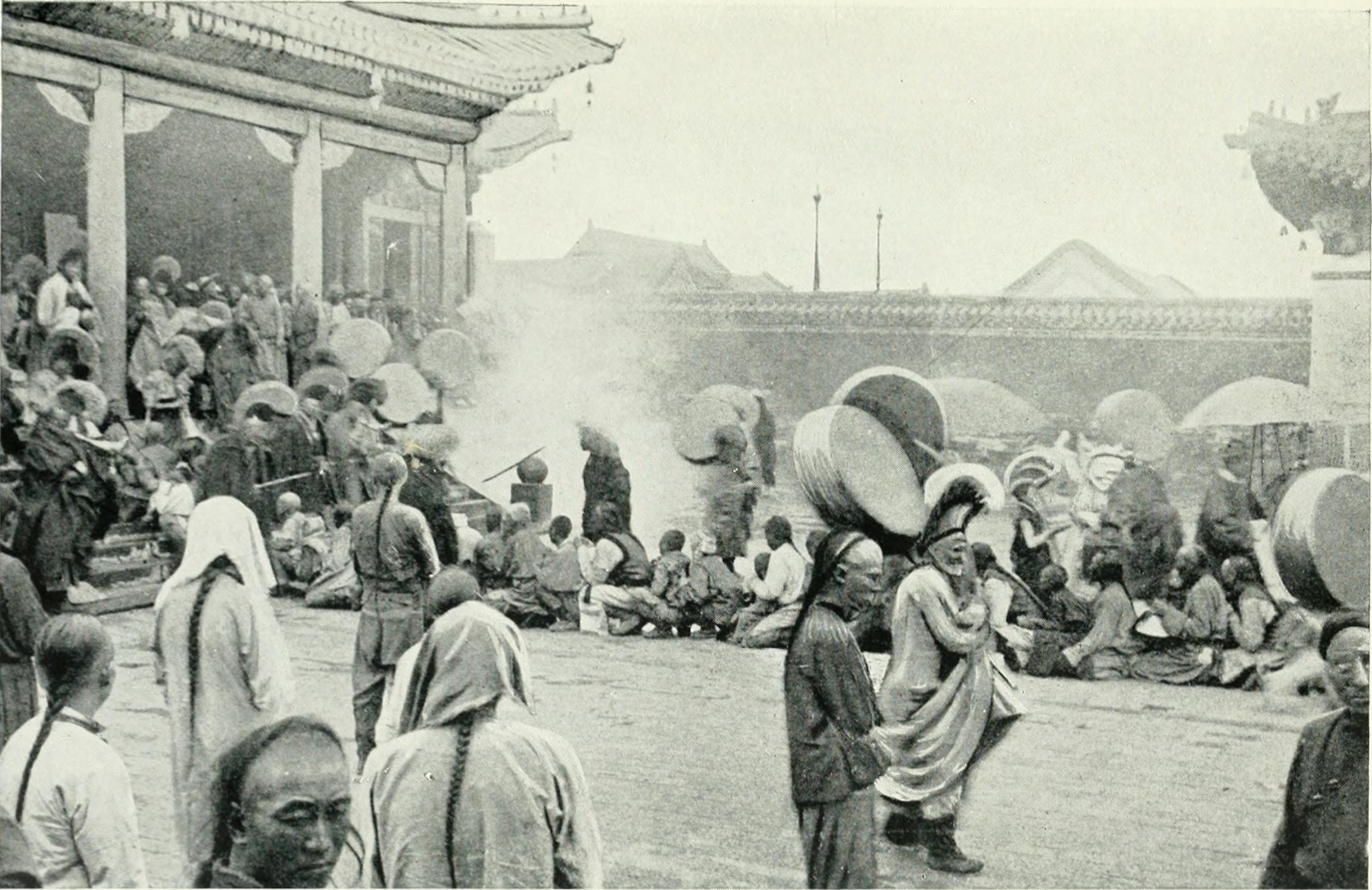

Les Foires du temple (sinogrammes traditionnels : 廟會 ; sinogrammes simplifiés : 庙会 ; hanyu pinyin : miào huì) sont des manifestations organisées en Chine dans les temples pour célébrer la Fête du Printemps à venir. Traditionnellement religieuses (d'inspiration bouddhiste et taoïste) ces foires sont surtout aujourd'hui l'occasion d'organiser des marchés.

## Hong Kong
La foire du temple la plus célèbre de Hong Kong est Tai Kok Tsui (en). À l'instar de la culture de la foire du temple en Chine continentale, Hong Kong propose de nombreux spectacles folkloriques, notamment des arts martiaux Shaolin et du Taiji (une sorte de boxe traditionnelle chinoise à l'ombre). En outre, plusieurs stands de la foire du temple vendent des images du Nouvel An en bois, des peintures au sucre, des pyrogravures, des sculptures en argile et des cerfs-volants, qui font partie du patrimoine culturel de la Chine.
Traduit avec DeepL.com (version gratuite)